# НБА в сезоні 2016–2017
Сезон НБА 2016–2017 був 71-им сезоном в Національній баскетбольній асоціації. Переможцями сезону стали «Голден-Стейт Ворріорс», які здолали у фінальній серії «Клівленд Кавальєрс».

## Регламент змагання
Участь у сезоні брали 30 команд, розподілених між двома конференціями — Східною і Західною, кожна з яких у свою чергу складалася з трьох дивізіонів.
По ходу регулярного сезону кожна з команд-учасниць провела по 82 гри (по 41 грі на власному майданчику і на виїзді). При цьому з командами свого дивізіону проводилося по чотири гри, із шістьома командами з інших дивізіонів своєї конференції — теж по чотири гри, а з рештою чотирма командами своєї конференції — по три. Нарешті команди з різних конференцій проводили між собою по два матчі.
До раунду плей-оф виходили по вісім найкращих команд кожної з конференцій, причому переможці дивізіонів посідали місця угорі турнірної таблиці конференції, навіть при гірших результатах, ніж у команд з інших дивізіонів, які свої дивізіони не виграли. Плей-оф відбувався за олімпійською системою, за якою найкраща команда кожної конференції починала боротьбу проти команди, яка посіла восьме місце у тій же конференції, друга команда конференції — із сьомою, і так далі. В усіх раундах плей-оф переможець кожної пари визначався в серії ігор, яка тривала до чотирьох перемог однієї з команд.
Чемпіони кожної з конференцій, що визначалися на стадії плей-оф, для визначення чемпіона НБА зустрічалися між собою у Фіналі, що складався із серії ігор до чотирьох перемог.

## Регулярний сезон
Регулярний сезон тривав з 25 жовтня 2016 – 12 квітня 2017, найкращий результат по його завершенні мали «Голден-Стейт Ворріорс».

### Підсумкові таблиці за дивізіонами
| Атлантичний дивізіон          | В  | П  | %П   | Відст | Дом   | Гост  | Див  | І  |
| ----------------------------- | -- | -- | ---- | ----- | ----- | ----- | ---- | -- |
| c – «Бостон Селтікс»          | 53 | 29 | .646 | 0.0   | 30–11 | 23–18 | 11–5 | 82 |
| x – «Торонто Репторз»         | 51 | 31 | .622 | 2.0   | 28–13 | 23–18 | 14–2 | 82 |
| «Нью-Йорк Нікс»               | 31 | 51 | .378 | 22.0  | 19–22 | 12–29 | 5–11 | 82 |
| «Філадельфія Севенті-Сіксерс» | 28 | 54 | .341 | 25.0  | 17–24 | 11–30 | 7–9  | 82 |
| «Бруклін Нетс»                | 20 | 62 | .244 | 33.0  | 13–28 | 7–34  | 3–13 | 82 |

| Південно-Східний дивізіон | В  | П  | %П   | Відст | Дом   | Гост  | Див  | І  |
| ------------------------- | -- | -- | ---- | ----- | ----- | ----- | ---- | -- |
| y – «Вашингтон Візардс»   | 49 | 33 | .598 | 0.0   | 30–11 | 19–22 | 8–8  | 82 |
| x – «Атланта Гокс»        | 43 | 39 | .524 | 6.0   | 23–18 | 20–21 | 6–10 | 82 |
| «Маямі Гіт»               | 41 | 41 | .500 | 8.0   | 23–18 | 18–23 | 9–7  | 82 |
| «Шарлотт Горнетс»         | 36 | 46 | .439 | 13.0  | 22–19 | 14–27 | 10–6 | 82 |
| «Орландо Меджик»          | 29 | 53 | .354 | 20.0  | 16–25 | 13–28 | 7–9  | 82 |

| Центральний дивізіон     | В  | П  | %П   | Відст | Дом   | Гост  | Див  | І  |
| ------------------------ | -- | -- | ---- | ----- | ----- | ----- | ---- | -- |
| y – «Клівленд Кавальєрс» | 51 | 31 | .622 | 0.0   | 31–10 | 20–21 | 8–8  | 82 |
| x – «Мілвокі Бакс»       | 42 | 40 | .512 | 9.0   | 23–18 | 19–22 | 10–6 | 82 |
| x – «Індіана Пейсерз»    | 42 | 40 | .512 | 9.0   | 29–12 | 13–28 | 8–8  | 82 |
| x – «Чикаго Буллз»       | 41 | 41 | .500 | 10.0  | 25–16 | 16–25 | 9–7  | 82 |
| «Детройт Пістонс»        | 37 | 45 | .451 | 14.0  | 24–17 | 13–28 | 5–11 | 82 |

| Південно-Західний дивізіон | В  | П  | %П   | Відст | Дом   | Гост  | Див  | І  |
| -------------------------- | -- | -- | ---- | ----- | ----- | ----- | ---- | -- |
| y – «Сан-Антоніо Сперс»    | 61 | 21 | .744 | 0.0   | 31–10 | 30–11 | 11–5 | 82 |
| x – «Х'юстон Рокетс»       | 55 | 27 | .671 | 6.0   | 30–11 | 25–16 | 10–6 | 82 |
| x – «Мемфіс Ґріззліс»      | 43 | 39 | .524 | 18.0  | 24–17 | 19–22 | 8–8  | 82 |
| «Нью-Орлінс Пеліканс»      | 34 | 48 | .415 | 27.0  | 21–20 | 13–28 | 6–10 | 82 |
| «Даллас Маверікс»          | 33 | 49 | .402 | 28.0  | 21–20 | 12–29 | 5–11 | 82 |

| Північно-Західний дивізіон    | В  | П  | %П   | Відст | Дом   | Гост  | Див  | І  |
| ----------------------------- | -- | -- | ---- | ----- | ----- | ----- | ---- | -- |
| y – «Юта Джаз»                | 51 | 31 | .622 | 0.0   | 29–12 | 22–19 | 8–8  | 82 |
| x – «Оклахома-Сіті Тандер»    | 47 | 35 | .573 | 4.0   | 28–13 | 19–22 | 10–6 | 82 |
| x – «Портленд Трейл-Блейзерс» | 41 | 41 | .500 | 10.0  | 25–16 | 16–25 | 11–5 | 82 |
| «Денвер Наггетс»              | 40 | 42 | .488 | 11.0  | 22–19 | 18–23 | 6–10 | 82 |
| «Міннесота Тімбервулвз»       | 31 | 51 | .378 | 20.0  | 20–21 | 11–30 | 5–11 | 82 |

| Тихоокеанський дивізіон     | В  | П  | %П   | Відст | Дом   | Гост  | Див  | І  |
| --------------------------- | -- | -- | ---- | ----- | ----- | ----- | ---- | -- |
| z – «Голден-Стейт Ворріорс» | 67 | 15 | .817 | 0.0   | 36–5  | 31–10 | 14–2 | 82 |
| x – «Лос-Анджелес Кліпперс» | 51 | 31 | .622 | 16.0  | 29–12 | 22–19 | 10–6 | 82 |
| «Сакраменто Кінґс»          | 32 | 50 | .390 | 35.0  | 17–24 | 15–26 | 7–9  | 82 |
| «Лос-Анджелес Лейкерс»      | 26 | 56 | .317 | 41.0  | 17–24 | 9–32  | 6–10 | 82 |
| «Фінікс Санз»               | 24 | 58 | .293 | 43.0  | 15–26 | 9–32  | 3–13 | 82 |

### Підсумкові таблиці за конференціями
| Східна конференція | Східна конференція            | Східна конференція | Східна конференція | Східна конференція | Східна конференція | Східна конференція |
| #                  | Команда                       | В                  | П                  | %П                 | Відст              | І                  |
| ------------------ | ----------------------------- | ------------------ | ------------------ | ------------------ | ------------------ | ------------------ |
| 1                  | c – «Бостон Селтікс» *        | 53                 | 29                 | .646               | –                  | 82                 |
| 2                  | y – «Клівленд Кавальєрс» *    | 51                 | 31                 | .622               | 2.0                | 82                 |
| 3                  | x – «Торонто Репторз»         | 51                 | 31                 | .622               | 2.0                | 82                 |
| 4                  | y – «Вашингтон Візардс» *     | 49                 | 33                 | .598               | 4.0                | 82                 |
| 5                  | x – «Атланта Гокс»            | 43                 | 39                 | .524               | 10.0               | 82                 |
| 6                  | x – «Мілвокі Бакс»            | 42                 | 40                 | .512               | 11.0               | 82                 |
| 7                  | x – «Індіана Пейсерз»         | 42                 | 40                 | .512               | 11.0               | 82                 |
| 8                  | x – «Чикаго Буллз»            | 41                 | 41                 | .500               | 12.0               | 82                 |
|                    |                               |                    |                    |                    |                    |                    |
| 9                  | «Маямі Гіт»                   | 41                 | 41                 | .500               | 12.0               | 82                 |
| 10                 | «Детройт Пістонс»             | 37                 | 45                 | .451               | 16.0               | 82                 |
| 11                 | «Шарлотт Горнетс»             | 36                 | 46                 | .439               | 17.0               | 82                 |
| 12                 | «Нью-Йорк Нікс»               | 31                 | 51                 | .378               | 22.0               | 82                 |
| 13                 | «Орландо Меджик»              | 29                 | 53                 | .354               | 24.0               | 82                 |
| 14                 | «Філадельфія Севенті-Сіксерс» | 28                 | 54                 | .341               | 25.0               | 82                 |
| 15                 | «Бруклін Нетс»                | 20                 | 62                 | .244               | 33.0               | 82                 |

| Західна конференція | Західна конференція           | Західна конференція | Західна конференція | Західна конференція | Західна конференція | Західна конференція |
| #                   | Команда                       | В                   | П                   | %П                  | Відст               | І                   |
| ------------------- | ----------------------------- | ------------------- | ------------------- | ------------------- | ------------------- | ------------------- |
| 1                   | z – «Голден-Стейт Ворріорс» * | 67                  | 15                  | .817                | –                   | 82                  |
| 2                   | y – «Сан-Антоніо Сперс» *     | 61                  | 21                  | .744                | 6.0                 | 82                  |
| 3                   | x – «Х'юстон Рокетс»          | 55                  | 27                  | .671                | 12.0                | 82                  |
| 4                   | x – «Лос-Анджелес Кліпперс»   | 51                  | 31                  | .622                | 16.0                | 82                  |
| 5                   | y – «Юта Джаз» *              | 51                  | 31                  | .622                | 16.0                | 82                  |
| 6                   | x – «Оклахома-Сіті Тандер»    | 47                  | 35                  | .573                | 20.0                | 82                  |
| 7                   | x – «Мемфіс Ґріззліс»         | 43                  | 39                  | .524                | 24.0                | 82                  |
| 8                   | x – «Портленд Трейл-Блейзерс» | 41                  | 41                  | .500                | 26.0                | 82                  |
|                     |                               |                     |                     |                     |                     |                     |
| 9                   | «Денвер Наггетс»              | 40                  | 42                  | .488                | 27.0                | 82                  |
| 10                  | «Нью-Орлінс Пеліканс»         | 34                  | 48                  | .415                | 33.0                | 82                  |
| 11                  | «Даллас Маверікс»             | 33                  | 49                  | .402                | 34.0                | 82                  |
| 12                  | «Сакраменто Кінґс»            | 32                  | 50                  | .390                | 35.0                | 82                  |
| 13                  | «Міннесота Тімбервулвз»       | 31                  | 51                  | .378                | 36.0                | 82                  |
| 14                  | «Лос-Анджелес Лейкерс»        | 26                  | 56                  | .317                | 41.0                | 82                  |
| 15                  | «Фінікс Санз»                 | 24                  | 58                  | .293                | 43.0                | 82                  |

Легенда:
- z – Найкраща команда регулярного сезону НБА
- c – Найкраща команда конференції
- y – Переможець дивізіону
- x – Учасник плей-оф

## Плей-оф
Переможці пар плей-оф позначені жирним. Цифри перед назвою команди відповідають її позиції у підсумковій турнірній таблиці регулярного сезону конференції. Цифри після назви команди відповідають кількості її перемог у відповідному раунді плей-оф. Курсивом позначені команди, які мали перевагу власного майданчику (принаймні потенційно могли провести більшість ігор серії вдома).
|  | Перший раунд        | Перший раунд              | Перший раунд             |   |                          | Півфінали конференції    | Півфінали конференції | Півфінали конференції |  |    | Фінали конференції       | Фінали конференції | Фінали конференції |  |    | Фінал НБА             | Фінал НБА | Фінал НБА |
|  |                     |                           |                          |   |                          |                          |                       |                       |  |    |                          |                    |                    |  |    |                       |           |           |
|  | E1                  | «Бостон Селтікс»*         | 4                        |   |                          |                          |                       |                       |  |    |                          |                    |                    |  |    |                       |           |           |
|  | E8                  | «Чикаго Буллз»            | 2                        |   |                          |                          |                       |                       |  |    |                          |                    |                    |  |    |                       |           |           |
|  | E8                  | «Чикаго Буллз»            | 2                        |   | E1                       | «Бостон Селтікс»*        | 4                     |                       |  |    |                          |                    |                    |  |    |                       |           |           |
|  |                     |                           |                          |   | E1                       | «Бостон Селтікс»*        | 4                     |                       |  |    |                          |                    |                    |  |    |                       |           |           |
|  |                     | E4                        | «Вашингтон»*             | 3 |                          |                          |                       |                       |  |    |                          |                    |                    |  |    |                       |           |           |
|  | E4                  | E4                        | «Вашингтон»*             | 3 | «Вашингтон»*             | 4                        |                       |                       |  |    |                          |                    |                    |  |    |                       |           |           |
|  | E4                  |                           |                          |   | «Вашингтон»*             | 4                        |                       |                       |  |    |                          |                    |                    |  |    |                       |           |           |
|  | E5                  | «Атланта Гокс»            | 2                        |   |                          |                          |                       |                       |  |    |                          |                    |                    |  |    |                       |           |           |
|  | E5                  | «Атланта Гокс»            | 2                        |   |                          |                          |                       |                       |  | E1 | «Бостон Селтікс»*        | 1                  |                    |  |    |                       |           |           |
|  | Східна конференція  |                           |                          |   |                          |                          |                       |                       |  | E1 | «Бостон Селтікс»*        | 1                  |                    |  |    |                       |           |           |
|  |                     | E2                        | «Клівленд Кавальєрс»*    | 4 |                          |                          |                       |                       |  |    |                          |                    |                    |  |    |                       |           |           |
|  | E3                  | E2                        | «Клівленд Кавальєрс»*    | 4 | «Торонто Репторз»        | 4                        |                       |                       |  |    |                          |                    |                    |  |    |                       |           |           |
|  | E3                  |                           |                          |   | «Торонто Репторз»        | 4                        |                       |                       |  |    |                          |                    |                    |  |    |                       |           |           |
|  | E6                  | «Мілвокі Бакс»            | 2                        |   |                          |                          |                       |                       |  |    |                          |                    |                    |  |    |                       |           |           |
|  | E6                  | «Мілвокі Бакс»            | 2                        |   | E3                       | «Торонто Репторз»        | 0                     |                       |  |    |                          |                    |                    |  |    |                       |           |           |
|  |                     |                           |                          |   | E3                       | «Торонто Репторз»        | 0                     |                       |  |    |                          |                    |                    |  |    |                       |           |           |
|  |                     | E2                        | «Клівленд Кавальєрс»*    | 4 |                          |                          |                       |                       |  |    |                          |                    |                    |  |    |                       |           |           |
|  | E2                  | E2                        | «Клівленд Кавальєрс»*    | 4 | «Клівленд Кавальєрс»*    | 4                        |                       |                       |  |    |                          |                    |                    |  |    |                       |           |           |
|  | E2                  |                           |                          |   | «Клівленд Кавальєрс»*    | 4                        |                       |                       |  |    |                          |                    |                    |  |    |                       |           |           |
|  | E7                  | «Індіана Пейсерз»         | 0                        |   |                          |                          |                       |                       |  |    |                          |                    |                    |  |    |                       |           |           |
|  | E7                  | «Індіана Пейсерз»         | 0                        |   |                          |                          |                       |                       |  |    |                          |                    |                    |  | E2 | «Клівленд Кавальєрс»* | 1         |           |
|  |                     |                           |                          |   |                          |                          |                       |                       |  |    |                          |                    |                    |  | E2 | «Клівленд Кавальєрс»* | 1         |           |
|  |                     | W1                        | «Голден-Стейт Ворріорс»* | 4 |                          |                          |                       |                       |  |    |                          |                    |                    |  |    |                       |           |           |
|  | W1                  | W1                        | «Голден-Стейт Ворріорс»* | 4 | «Голден-Стейт Ворріорс»* | 4                        |                       |                       |  |    |                          |                    |                    |  |    |                       |           |           |
|  | W1                  |                           |                          |   | «Голден-Стейт Ворріорс»* | 4                        |                       |                       |  |    |                          |                    |                    |  |    |                       |           |           |
|  | W8                  | «Портленд Трейл-Блейзерс» | 0                        |   |                          |                          |                       |                       |  |    |                          |                    |                    |  |    |                       |           |           |
|  | W8                  | «Портленд Трейл-Блейзерс» | 0                        |   | W1                       | «Голден-Стейт Ворріорс»* | 4                     |                       |  |    |                          |                    |                    |  |    |                       |           |           |
|  |                     |                           |                          |   | W1                       | «Голден-Стейт Ворріорс»* | 4                     |                       |  |    |                          |                    |                    |  |    |                       |           |           |
|  |                     | W5                        | «Юта Джаз»*              | 0 |                          |                          |                       |                       |  |    |                          |                    |                    |  |    |                       |           |           |
|  | W4                  | W5                        | «Юта Джаз»*              | 0 | «Лос-Анджелес Кліпперс»  | 3                        |                       |                       |  |    |                          |                    |                    |  |    |                       |           |           |
|  | W4                  |                           |                          |   | «Лос-Анджелес Кліпперс»  | 3                        |                       |                       |  |    |                          |                    |                    |  |    |                       |           |           |
|  | W5                  | «Юта Джаз»*               | 4                        |   |                          |                          |                       |                       |  |    |                          |                    |                    |  |    |                       |           |           |
|  | W5                  | «Юта Джаз»*               | 4                        |   |                          |                          |                       |                       |  | W1 | «Голден-Стейт Ворріорс»* | 4                  |                    |  |    |                       |           |           |
|  | Західна конференція |                           |                          |   |                          |                          |                       |                       |  | W1 | «Голден-Стейт Ворріорс»* | 4                  |                    |  |    |                       |           |           |
|  |                     | W2                        | «Сан-Антоніо Сперс»*     | 0 |                          |                          |                       |                       |  |    |                          |                    |                    |  |    |                       |           |           |
|  | W3                  | W2                        | «Сан-Антоніо Сперс»*     | 0 | «Х'юстон Рокетс»         | 4                        |                       |                       |  |    |                          |                    |                    |  |    |                       |           |           |
|  | W3                  |                           |                          |   | «Х'юстон Рокетс»         | 4                        |                       |                       |  |    |                          |                    |                    |  |    |                       |           |           |
|  | W6                  | «Оклахома-Сіті Тандер»    | 1                        |   |                          |                          |                       |                       |  |    |                          |                    |                    |  |    |                       |           |           |
|  | W6                  | «Оклахома-Сіті Тандер»    | 1                        |   | W3                       | «Х'юстон Рокетс»         | 2                     |                       |  |    |                          |                    |                    |  |    |                       |           |           |
|  |                     |                           |                          |   | W3                       | «Х'юстон Рокетс»         | 2                     |                       |  |    |                          |                    |                    |  |    |                       |           |           |
|  |                     | W2                        | «Сан-Антоніо Сперс»*     | 4 |                          |                          |                       |                       |  |    |                          |                    |                    |  |    |                       |           |           |
|  | W2                  | W2                        | «Сан-Антоніо Сперс»*     | 4 | «Сан-Антоніо Сперс»*     | 4                        |                       |                       |  |    |                          |                    |                    |  |    |                       |           |           |
|  | W2                  |                           |                          |   | «Сан-Антоніо Сперс»*     | 4                        |                       |                       |  |    |                          |                    |                    |  |    |                       |           |           |
|  | W7                  | «Мемфіс Ґріззліс»         | 2                        |   |                          |                          |                       |                       |  |    |                          |                    |                    |  |    |                       |           |           |

* — переможці дивізіонів.

## Статистика

### Лідери за індивідуальними статистичними показниками
| Показник                    | Гравець           | Команда                                  | Результат |
| --------------------------- | ----------------- | ---------------------------------------- | --------- |
| Очки за гру                 | Рассел Вестбрук   | «Оклахома-Сіті Тандер»                   | 31.6      |
| Підбирання за гру           | Хассан Вайтсайд   | «Маямі Гіт»                              | 14.1      |
| Передачі за гру             | Джеймс Гарден     | «Х'юстон Рокетс»                         | 11.2      |
| Перехоплення за гру         | Дреймонд Грін     | «Голден-Стейт Ворріорс»                  | 2.03      |
| Блокування за гру           | Руді Гобер        | «Юта Джаз»                               | 2.64      |
| Втрати за гру               | Джеймс Гарден     | «Х'юстон Рокетс»                         | 5.7       |
| Порушення правил за гру     | Демаркус Казінс   | «Сакраменто Кінґс»/«Нью-Орлінс Пеліканс» | 3.9       |
| Хвилини за гру              | Леброн Джеймс     | «Клівленд Кавальєрс»                     | 37.8      |
| % влучань з гри             | Деандре Джордан   | «Лос-Анджелес Кліпперс»                  | 71.4%     |
| % влучань штрафних кидків   | Сі Джей Макколлум | «Портленд Трейл-Блейзерс»                | 91.2%     |
| % влучань 3-очкових кидків  | Кайл Корвер       | «Атланта Гокс»/«Клівленд Кавальєрс»      | 45.1%     |
| Рейтинг ефективності гравця | Рассел Вестбрук   | «Оклахома-Сіті Тандер»                   | 30.7      |
| Дабл-дабли                  | Джеймс Гарден     | «Х'юстон Рокетс»                         | 64        |
| Трипл-дабли                 | Рассел Вестбрук   | «Оклахома-Сіті Тандер»                   | 42        |

### Рекорди за гру
| Показник     | Гравець         | Команда                 | Результат |
| ------------ | --------------- | ----------------------- | --------- |
| Очки         | Девін Букер     | «Фінікс Санз»           | 70        |
| Підбирання   | Хассан Вайтсайд | «Маямі Гіт»             | 25        |
| Підбирання   | Деандре Джордан | «Лос-Анджелес Кліпперс» | 25        |
| Підбирання   | Руді Гобер      | «Юта Джаз»              | 25        |
| Передачі     | Рассел Вестбрук | «Оклахома-Сіті Тандер»  | 22        |
| Перехоплення | Дреймонд Грін   | «Голден-Стейт Ворріорс» | 10        |
| Блокування   | Робін Лопес     | «Чикаго Буллз»          | 8         |
| Блокування   | Брук Лопес      | «Бруклін Нетс»          | 8         |
| Блокування   | Руді Гобер      | «Юта Джаз»              | 8         |
| Триочкові    | Стефен Каррі    | «Голден-Стейт Ворріорс» | 13        |

### Команди-лідери за статистичними показниками
| Показник                   | Команда                       | Результат |
| -------------------------- | ----------------------------- | --------- |
| Очки за гру                | «Голден-Стейт Ворріорс»       | 116.0     |
| Підбирання за гру          | «Оклахома-Сіті Тандер»        | 46.6      |
| Передачі за гру            | «Голден-Стейт Ворріорс»       | 30.4      |
| Перехоплення за гру        | «Голден-Стейт Ворріорс»       | 9.5       |
| Блокування за гру          | «Голден-Стейт Ворріорс»       | 6.7       |
| Втрати за гру              | «Філадельфія Севенті-Сіксерс» | 16.0      |
| % влучань з гри            | «Голден-Стейт Ворріорс»       | 49.5%     |
| % влучань штрафних кидків  | «Шарлотт Горнетс»             | 81.5%     |
| % влучань 3-очкових кидків | «Сан-Антоніо Сперс»           | 39.1%     |
| +/−                        | «Голден-Стейт Ворріорс»       | +11.6     |

## Нагороди НБА

### Щорічні нагороди
| Нагорода                                                | Лауреат(и)                               | Фіналіст(и)                                                                                   |
| ------------------------------------------------------- | ---------------------------------------- | --------------------------------------------------------------------------------------------- |
| Найцінніший гравець                                     | Рассел Вестбрук («Оклахома-Сіті Тандер») | Джеймс Гарден («Х'юстон Рокетс») Каві Леонард («Сан-Антоніо Сперс»)                           |
| Найкращий захисний гравець                              | Дреймонд Грін («Голден-Стейт Ворріорс»)  | Руді Гобер («Юта Джаз») Каві Леонард («Сан-Антоніо Сперс»)                                    |
| Новачок року                                            | Малкольм Брогдон («Мілвокі Бакс»)        | Джоел Ембід («Філадельфія Севенті-Сіксерс») Даріо Шарич («Філадельфія Севенті-Сіксерс»)       |
| Найкращий шостий гравець                                | Ерік Гордон («Х'юстон Рокетс»)           | Андре Ігуодала («Голден-Стейт Ворріорс») Лу Вільямс («Лос-Анджелес Лейкерс»/«Х'юстон Рокетс») |
| Найбільш прогресуючий гравець                           | Янніс Адетокумбо («Мілвокі Бакс»)        | Руді Гобер («Юта Джаз») Нікола Йокич («Денвер Наггетс»)                                       |
| Тренер року                                             | Майк Д'Антоні («Х'юстон Рокетс»)         | Грегг Попович («Сан-Антоніо Сперс») Ерік Споулстра («Маямі Гіт»)                              |
| Менеджер року                                           | Боб Маєрс («Голден-Стейт Ворріорс»)      |                                                                                               |
| Приз за спортивну поведінку                             | Кемба Вокер («Шарлотт Горнетс»)          |                                                                                               |
| Нагорода Дж. Волтера Кеннеді                            | Леброн Джеймс («Клівленд Кавальєрс»)     |                                                                                               |
| Нагорода найкращому одноклубнику імені Тваймена-Стоукса | Дірк Новіцкі («Даллас Маверікс»)         |                                                                                               |
| Нагорода за допомогу громаді                            | Айзея Томас («Бостон Селтікс»)           |                                                                                               |

| - Перша збірна всіх зірок: - F Каві Леонард, «Сан-Антоніо Сперс» - F Леброн Джеймс, «Клівленд Кавальєрс» - C Ентоні Девіс, «Нью-Орлінс Пеліканс» - G Джеймс Гарден, «Х'юстон Рокетс» - G Рассел Вестбрук, «Оклахома-Сіті Тандер» | - Друга збірна всіх зірок: - F Кевін Дюрант, «Голден-Стейт Ворріорс» - F Янніс Адетокумбо, «Мілвокі Бакс» - C Руді Гобер, «Юта Джаз» - G Стефен Каррі, «Голден-Стейт Ворріорс» - G Айзея Томас, «Бостон Селтікс» | - Третя збірна всіх зірок: - F Джиммі Батлер, «Чикаго Буллз» - F Дреймонд Грін, «Голден-Стейт Ворріорс» - C Деандре Джордан, «Лос-Анджелес Кліпперс» - G Демар Дерозан, «Торонто Репторз» - G Джон Волл, «Вашингтон Візардс» |

| - Перша збірна всіх зірок захисту: - F Каві Леонард, «Сан-Антоніо Сперс» - F Дреймонд Грін, «Голден-Стейт Ворріорс» - C Руді Гобер, «Юта Джаз» - G Патрік Беверлі, «Х'юстон Рокетс» - G Кріс Пол, «Лос-Анджелес Кліпперс» | - Друга збірна всіх зірок захисту: - F Янніс Адетокумбо, «Мілвокі Бакс» - F Андре Роберсон, «Оклахома-Сіті Тандер» - C Ентоні Девіс, «Нью-Орлінс Пеліканс» - G Тоні Аллен, «Мемфіс Ґріззліс» - G Денні Грін, «Сан-Антоніо Сперс» |

| - Перша збірна новачків: - F Даріо Шарич, «Філадельфія Севенті-Сіксерс» - C Віллі Ернангомес, «Нью-Йорк Нікс» - C Джоел Ембід, «Філадельфія Севенті-Сіксерс» - G Малкольм Брогдон, «Мілвокі Бакс» - G Бадді Гілд, «Сакраменто Кінґс» | - Друга збірна новачків: - F Джейлен Браун, «Бостон Селтікс» - F Маркіз Крісс, «Фінікс Санз» - F Брендон Інграм, «Лос-Анджелес Лейкерс» - G Джамал Мюррей, «Денвер Наггетс» - G Йоггі Феррелл, «Даллас Маверікс» |

### Гравець тижня
| Тиждень                 | Східна конференція                                | Західна конференція                               | Прим.  |
| ----------------------- | ------------------------------------------------- | ------------------------------------------------- | ------ |
| 25–30 жовтня            | Леброн Джеймс («Клівленд Кавальєрс») (1/4)        | Рассел Вестбрук («Оклахома-Сіті Тандер») (1/4)    | [ 6 ]  |
| 31 жовтня – 6 листопада | Леброн Джеймс («Клівленд Кавальєрс») (2/4)        | Джордж Гілл («Юта Джаз») (1/1)                    | [ 7 ]  |
| 7–13 листопада          | Демар Дерозан («Торонто Репторз») (1/4)           | Джеймс Гарден («Х'юстон Рокетс») (1/4)            | [ 8 ]  |
| 14–20 листопада         | Джиммі Батлер («Чикаго Буллз») (1/3)              | Ентоні Девіс («Нью-Орлінс Пеліканс») (1/1)        | [ 9 ]  |
| 21–27 листопада         | Кевін Лав («Клівленд Кавальєрс») (1/1)            | Кевін Дюрант («Голден-Стейт Ворріорс») (1/1)      | [ 10 ] |
| 28 листопада – 4 грудня | Янніс Адетокумбо («Мілвокі Бакс») (1/1)           | Рассел Вестбрук («Оклахома-Сіті Тандер») (2/4)    | [ 11 ] |
| 5–11 грудня             | Леброн Джеймс («Клівленд Кавальєрс») (3/4)        | Марк Газоль («Мемфіс Ґріззліс») (1/1)             | [ 12 ] |
| 12–18 грудня            | Демар Дерозан («Торонто Репторз») (2/4)           | Джеймс Гарден («Х'юстон Рокетс») (2/4)            | [ 13 ] |
| 19–25 грудня            | Айзея Томас («Бостон Селтікс») (1/2)              | Рассел Вестбрук («Оклахома-Сіті Тандер») (3/4)    | [ 14 ] |
| 26 грудня – 1 січня     | Джон Волл («Вашингтон Візардс») (1/2)             | Джеймс Гарден («Х'юстон Рокетс») (3/4)            | [ 15 ] |
| 2–8 січня               | Джиммі Батлер («Чикаго Буллз») (2/3)              | Стефен Каррі («Голден-Стейт Ворріорс») (1/3)      | [ 16 ] |
| 9–15 січня              | Демар Дерозан («Торонто Репторз») (3/4)           | Гордон Гейворд («Юта Джаз») (1/1)                 | [ 17 ] |
| 16–22 січня             | Джоел Ембід («Філадельфія Севенті-Сіксерс») (1/1) | Каві Леонард («Сан-Антоніо Сперс») (1/2)          | [ 18 ] |
| 23–29 січня             | Діон Вейтерс («Маямі Гіт») (1/1)                  | Демаркус Казінс («Сакраменто Кінґс») (1/1)        | [ 19 ] |
| 30 січня – 5 лютого     | Айзея Томас («Бостон Селтікс») (2/2)              | Стефен Каррі («Голден-Стейт Ворріорс») (2/3)      | [ 20 ] |
| 6–12 лютого             | Леброн Джеймс («Клівленд Кавальєрс») (4/4)        | Блейк Остін («Лос-Анджелес Кліпперс») (1/1)       | [ 21 ] |
| 27 лютого – 5 березня   | Кемба Вокер («Шарлотт Горнетс») (1/1)             | Каві Леонард («Сан-Антоніо Сперс») (2/2)          | [ 22 ] |
| 6–12 березня            | Джон Волл («Вашингтон Візардс») (2/2)             | Карл-Ентоні Таунс («Міннесота Тімбервулвз») (1/1) | [ 23 ] |
| 13–19 березня           | Хассан Вайтсайд («Маямі Гіт») (1/1)               | Дем'єн Ліллард («Портленд Трейл-Блейзерс») (1/1)  | [ 24 ] |
| 20–26 березня           | Демар Дерозан («Торонто Репторз») (4/4)           | Джеймс Гарден («Х'юстон Рокетс») (4/4)            | [ 25 ] |
| 27 березня – 2 квітня   | Джиммі Батлер («Чикаго Буллз») (3/3)              | Стефен Каррі («Голден-Стейт Ворріорс») (3/3)      | [ 26 ] |
| 3–9 квітня              | Пол Джордж («Індіана Пейсерз») (1/1)              | Рассел Вестбрук («Оклахома-Сіті Тандер») (4/4)    | [ 27 ] |

### Гравець місяця
| Місяць           | Східна конференція                         | Західна конференція                                                                       | Прим.  |
| ---------------- | ------------------------------------------ | ----------------------------------------------------------------------------------------- | ------ |
| жовтень/листопад | Леброн Джеймс («Клівленд Кавальєрс») (1/2) | Рассел Вестбрук («Оклахома-Сіті Тандер») (1/2)                                            | [ 28 ] |
| грудень          | Джон Волл («Вашингтон Візардс») (1/1)      | Джеймс Гарден («Х'юстон Рокетс») (1/1)                                                    | [ 29 ] |
| січень           | Айзея Томас («Бостон Селтікс») (1/1)       | Стефен Каррі («Голден-Стейт Ворріорс») (1/1) Кевін Дюрант («Голден-Стейт Ворріорс») (1/1) | [ 30 ] |
| лютий            | Леброн Джеймс («Клівленд Кавальєрс») (2/2) | Рассел Вестбрук («Оклахома-Сіті Тандер») (2/2)                                            | [ 31 ] |
| березень         | Янніс Адетокумбо («Мілвокі Бакс») (1/1)    | Дем'єн Ліллард («Портленд Трейл-Блейзерс») (1/1)                                          | [ 32 ] |
| квітень          | Пол Джордж («Індіана Пейсерз») (1/1)       | Кріс Пол («Лос-Анджелес Кліпперс») (1/1)                                                  | [ 33 ] |

### Новачок місяця
| Місяць           | Східна конференція                                | Західна конференція                      | Прим.  |
| ---------------- | ------------------------------------------------- | ---------------------------------------- | ------ |
| жовтень/листопад | Джоел Ембід («Філадельфія Севенті-Сіксерс») (1/3) | Джамал Мюррей («Денвер Наггетс») (1/1)   | [ 34 ] |
| грудень          | Джоел Ембід («Філадельфія Севенті-Сіксерс») (2/3) | Бадді Гілд («Нью-Орлінс Пеліканс») (1/2) | [ 35 ] |
| січень           | Джоел Ембід («Філадельфія Севенті-Сіксерс») (3/3) | Маркіз Крісс («Фінікс Санз») (1/1)       | [ 36 ] |
| лютий            | Даріо Шарич («Філадельфія Севенті-Сіксерс») (1/2) | Йоггі Феррелл («Даллас Маверікс») (1/1)  | [ 37 ] |
| березень         | Даріо Шарич («Філадельфія Севенті-Сіксерс») (2/2) | Бадді Гілд («Сакраменто Кінґс») (2/2)    | [ 38 ] |
| квітень          | Віллі Ернангомес («Нью-Йорк Нікс») (1/1)          | Тайлер Юліс («Фінікс Санз») (1/1)        | [ 39 ] |

### Тренер місяця
| Місяць           | Східна конференція                       | Західна конференція                            | Прим.  |
| ---------------- | ---------------------------------------- | ---------------------------------------------- | ------ |
| жовтень/листопад | Тайрон Лу («Клівленд Кавальєрс») (1/1)   | Стів Керр («Голден-Стейт Ворріорс») (1/2)      | [ 40 ] |
| грудень          | Двейн Кейсі («Торонто Репторз») (1/1)    | Майк Д'Антоні («Х'юстон Рокетс») (1/1)         | [ 41 ] |
| січень           | Скотт Брукс («Вашингтон Візардс») (1/1)  | Стів Керр («Голден-Стейт Ворріорс») (2/2)      | [ 42 ] |
| лютий            | Ерік Споулстра («Маямі Гіт») (1/1)       | Грегг Попович («Сан-Антоніо Сперс») (1/1)      | [ 43 ] |
| березень         | Джейсон Кідд («Мілвокі Бакс») (1/1)      | Террі Стоттс («Портленд Трейл-Блейзерс») (1/1) | [ 44 ] |
| квітень          | Нейт Макміллан («Індіана Пейсерз») (1/1) | Док Ріверс («Лос-Анджелес Кліпперс») (1/1)     | [ 45 ] |